# Monte Vaccarezza
Il Monte Vaccarezza (2.203 m s.l.m.) è una montagna della Catena Levanne-Aiguille Rousse (Alpi Graie) che si trova tra le Valli di Lanzo e la Valle Orco in Piemonte.

## Caratteristiche

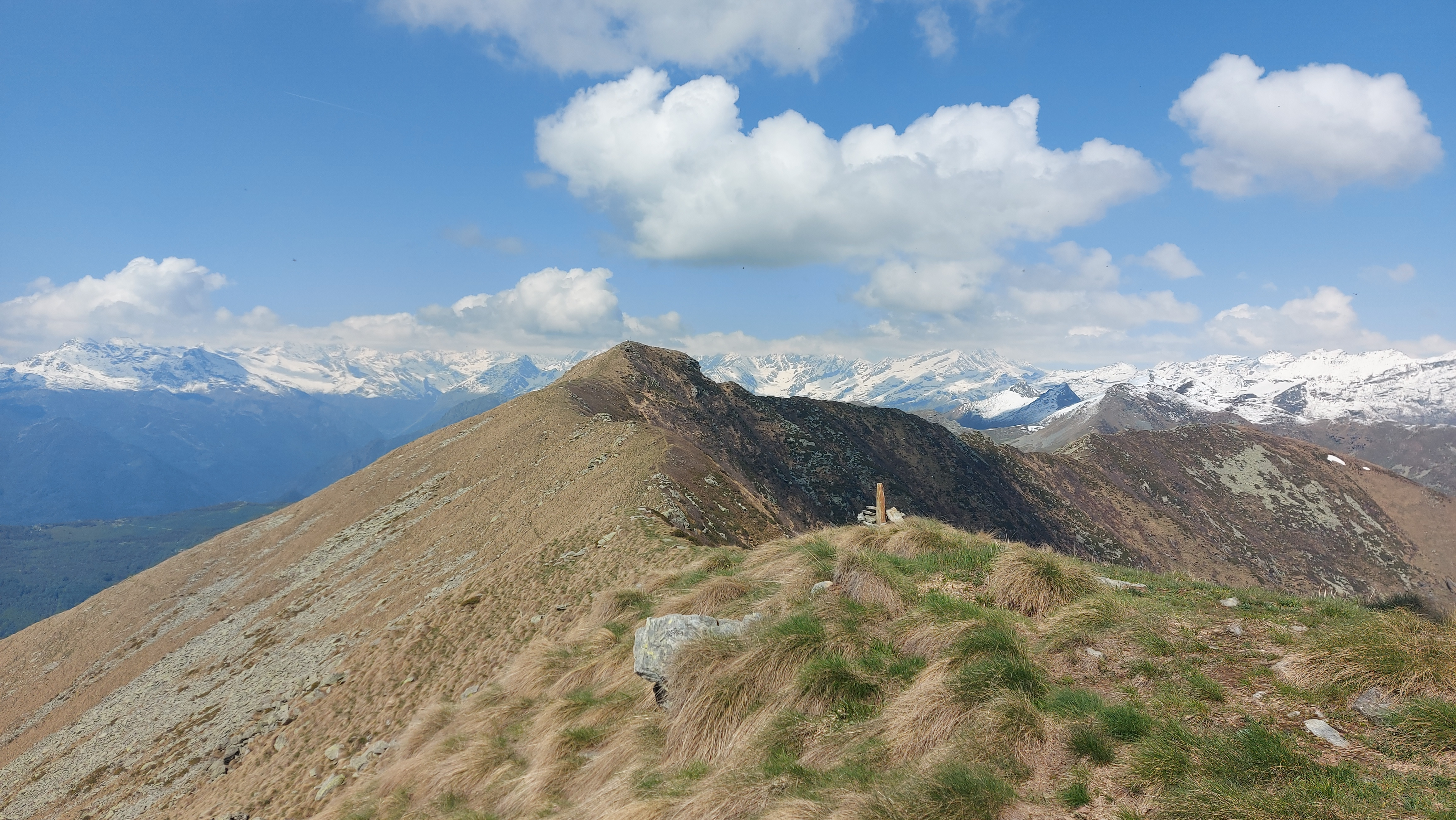
La montagna vista dalla vetta della Cima dell'Angiolino.

La montagna si trova tra il comune di Coassolo Torinese e Locana lungo la lunga cresta che dal monte Bellavarda scende fino alla Cima dell'Angiolino separando la Val Grande di Lanzo dalla Valle Orco.

## Salita alla vetta
Si può salire sulla vetta partendo dalla frazione Leitisetto di Coassolo Torinese.
Altro punto di partenza per la vetta possono essere le frazioni più alte dell'abitato di Corio e, magari, passando per la vicina cima dell'Angiolino.